# Mura cittadine in Cina

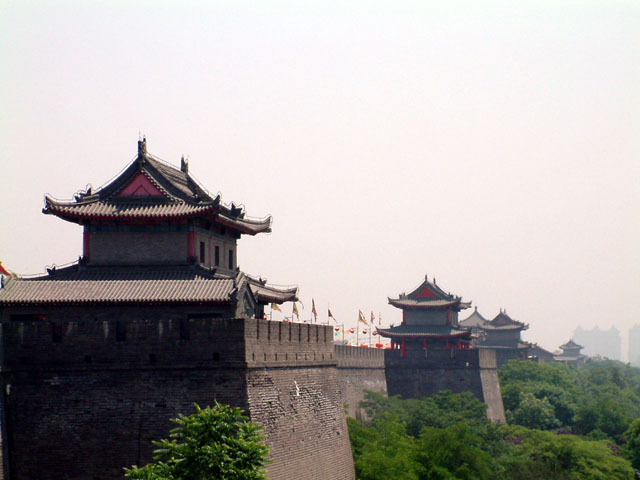
Mura di Xi'an della dinastia Ming, con torri elaborate

Le mura cittadine in Cina (城墙S, ChéngqiángP) erano il sistema di difesa utilizzato per proteggere villaggi e città cinesi in epoca pre-moderna. Il sistema era composto da mura, torri e porte cittadine, spesso edificate con uno stile uniforme in tutto l'impero.

## Etimologia

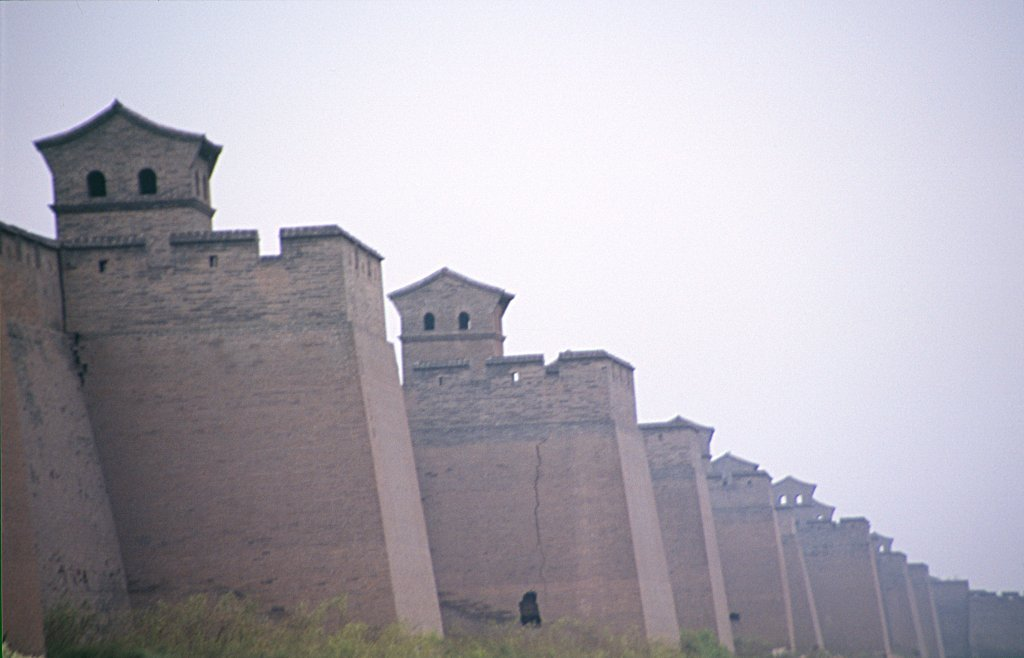
Mura di Ping Yao della dinastia Ming

Il termine cinese Chéngqiáng (城墙) può essere usato con due significati nella lingua cinese moderna. In senso lato indica tutte le mura difensive, compresa la Grande muraglia cinese e le strutture simili situate in altri stati, come il Vallo di Adriano. In senso stretto, Chengqiang fa riferimento specifico alle mura difensive costruite attorno a città o villaggi.
Nell'alfabeto cinese tradizionale il carattere Chéng (城) denota il muro difensivo della "città interna", quella che ospita gli edifici governativi. Il carattere Guó (郭) indica la "città esterna", con gli edifici residenziali. La locuzione Chángchéng (长城), letteralmente "il Lungo Muro", fa riferimento alla Grande muraglia cinese.

## Storia

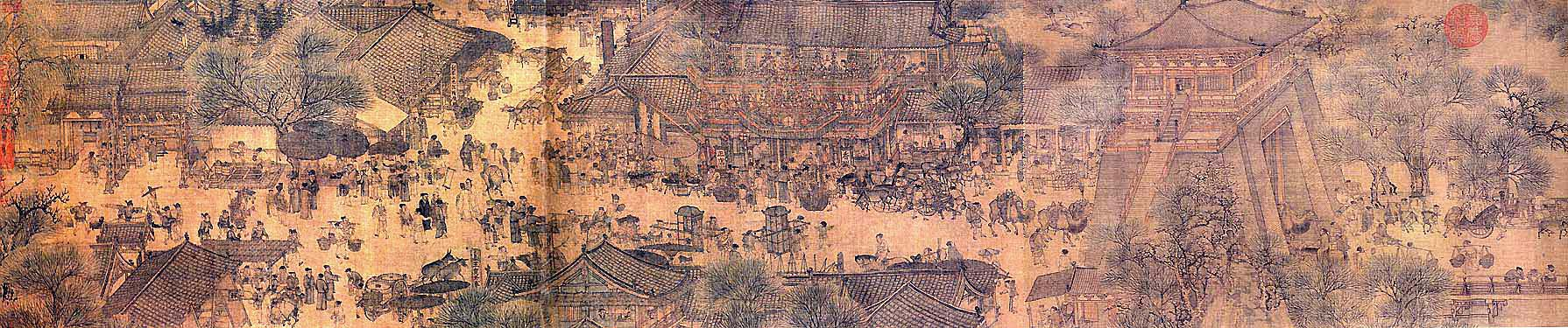
Corpo di guardia fortificato all'ingresso di una città, forse Kaifeng, in un dipinto del XII secolo della dinastia Song intitolato Lungo il fiume durante la festa di Qingming, di Zhang Zeduan (1085-1145)

Come molte altre innovazioni della storia della Cina, l'invenzione delle mura cittadine ha una base semi-mitologica; in questo caso il capo della dinastia Xia Gun (鲧), padre di Yǔ. Si dice che Gun abbia costruito le mura interne (城) per difendere il principe, e quelle esterne (郭) per permettere alle persone di colonizzare la terra. Una teoria alternativa attribuisce la prima città fortificata a Huang Di. Negli ultimi anni sono stati scavati numerosi muri che circondavano gli insediamenti del periodo neolitico. Tra questi c'è un muro in pietra a Sanxingdui, e molti in terra battuta nel sito della cultura di Longshan. In genere queste mura proteggevano insediamenti grandi quanto un ampio villaggio.
Nella Cina della dinastia Shang, nel sito di Ao, furono erette grandi mura nel XV secolo a.C., larghe 20 metri alla base e che racchiudevano un'area di circa 1755 m². Con dimensioni simili, l'antica capitale dello stato di Zhao, Handan, (fondata nel 386 a.C.), aveva mura spesse 20 metri ed alte 15.

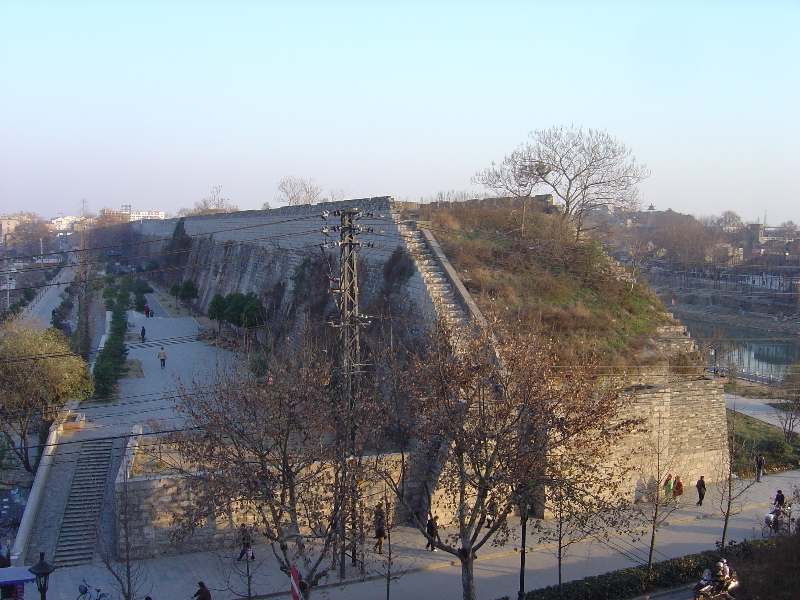
Sezione erosa delle mura di Nanchino

Molte delle città di una certa dimensione furono dotate di mura difensive a partire dalla dinastia Zhou. Ad esempio, la città di Ping Yao fu costruita la prima volta tra l'827 a.C. ed il 782 a.C. durante il regno di re Xuan di Zhou. Le mura di Suzhou seguivano, prima di venire distrutte negli anni sessanta e settanta, lo stesso progetto di Wu Zixu del V secolo a.C. A partire dalla dinastia Yuan fu una legge governativa ad obbligare le sedi amministrative delle regioni ad avere mura difensive. Nella Cina antica, gli assedi delle mura (oltre alle battaglie navali) erano ritratti sui vasi hú in bronzo databili al Periodo dei regni combattenti (V secolo - III secolo a.C.), come quelli trovati a Chengdu, Sichuan, nel 1965.
La costruzione delle mura cittadine raggiunse l'apice durante le dinastie Ming e Qing. Tecniche edilizie sofisticate implicarono che le principali mura cittadine, come quelle delle capitali Pechino e Nanchino, fossero progettate per resistere ai colpi di cannone. Comunque, con l'avvento delle moderne armi da fuoco, le fortificazioni tradizionali iniziarono a perdere la loro funzione difensiva attorno al XIX e XX secolo. Le mura tradizionali si dimostrarono anche un ostacolo allo svolgimento efficiente del commercio. Ad esempio, le mura di Shanghai, costruite per respingere i barbari Wokou durante la dinastia Ming, furono quasi completamente demolite dopo la rivoluzione Xinhai su richiesta della comunità commerciale cittadina.
Dopo la fondazione della Repubblica Popolare Cinese, una dimensione politica si aggiunse ai problemi economici creati dalle mura. A Pechino, ad esempio, la demolizione proposta delle mura fu avversata da esperti che andavano dall'architetto Liang Sicheng al russo Mosin, affermando che si trattava del più sofisticato sistema murario della Cina. Nel 1958 Mao Zedong intervenne dichiarando che la demolizione delle vecchie mura era una scelta politica. Nonostante gli sforzi del sindaco Peng Zhen per conservare le porte cittadine e le torri, nel 1970 quasi tutte le mura erano state demolite.

## Composizione

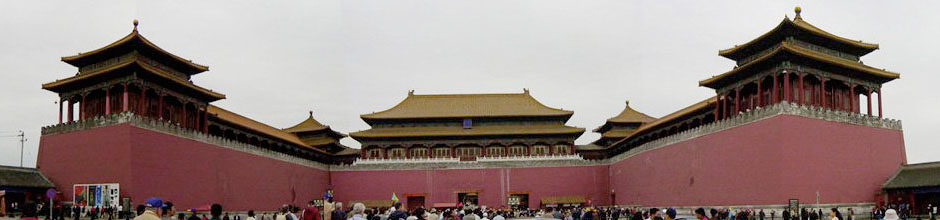
Porta Meridiana, entrata frontale della Città proibita, con due ali sporgenti

Molte città cinesi furono progettate a tavolino, e le loro mura tendono ad essere rettangolari o quadrate invece di adattarsi alla morfologia del terreno. Furono adottate considerazioni filosofiche o feng shui nella pianificazione di porte e torri, ed anche della città stessa.
Raramente le città cinesi si sviluppano attorno ad un castello. Il centro amministrativo è piuttosto sparso su un'ampia zona che può essere circondata o meno da una seconda cerchia di mura interne simili per forma e costruzione a quella principale esterna.

Le fortificazioni di Pechino in epoca imperiale.

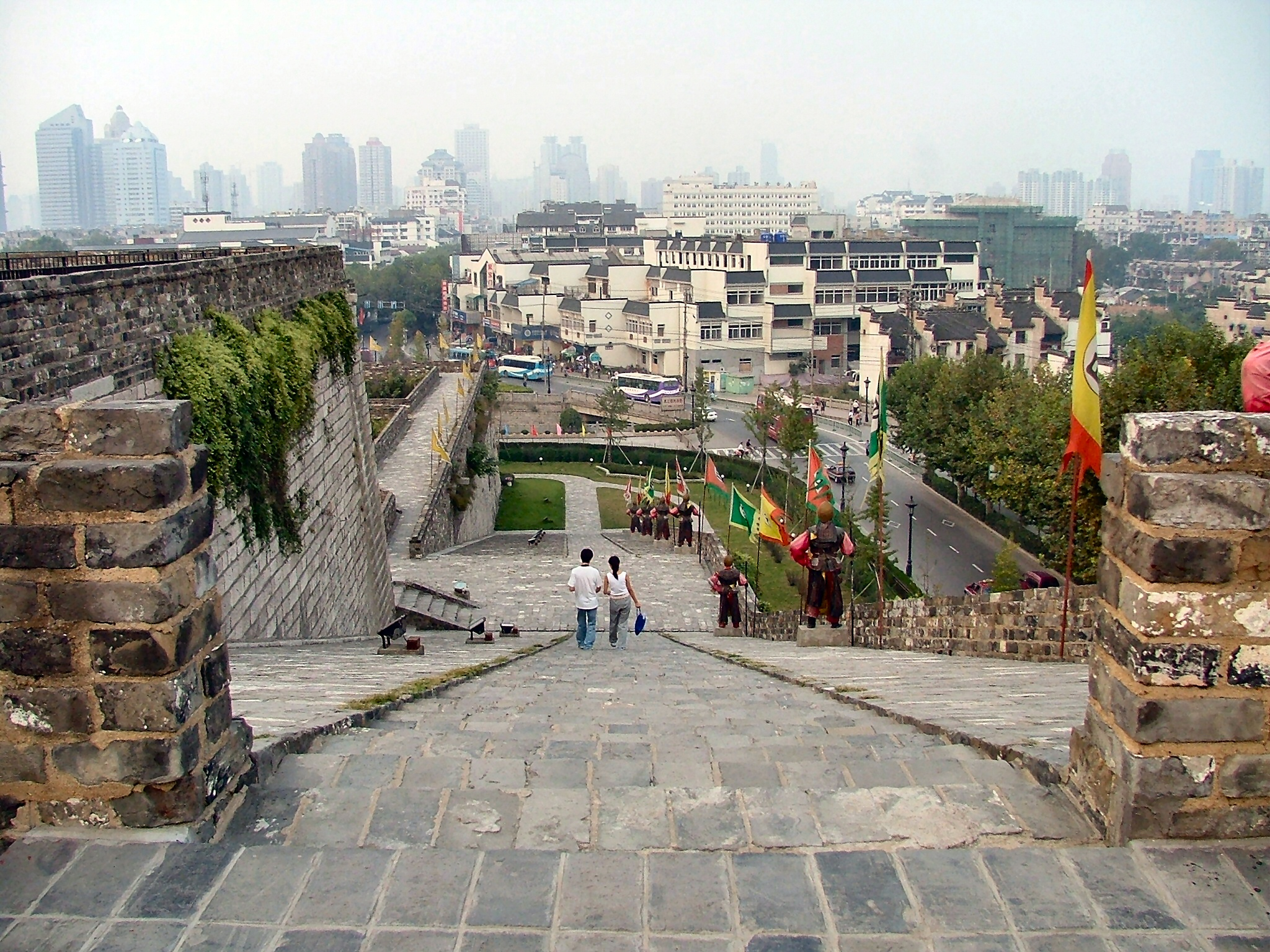
Rampa per cavalli della Porta della Cina a Nanchino

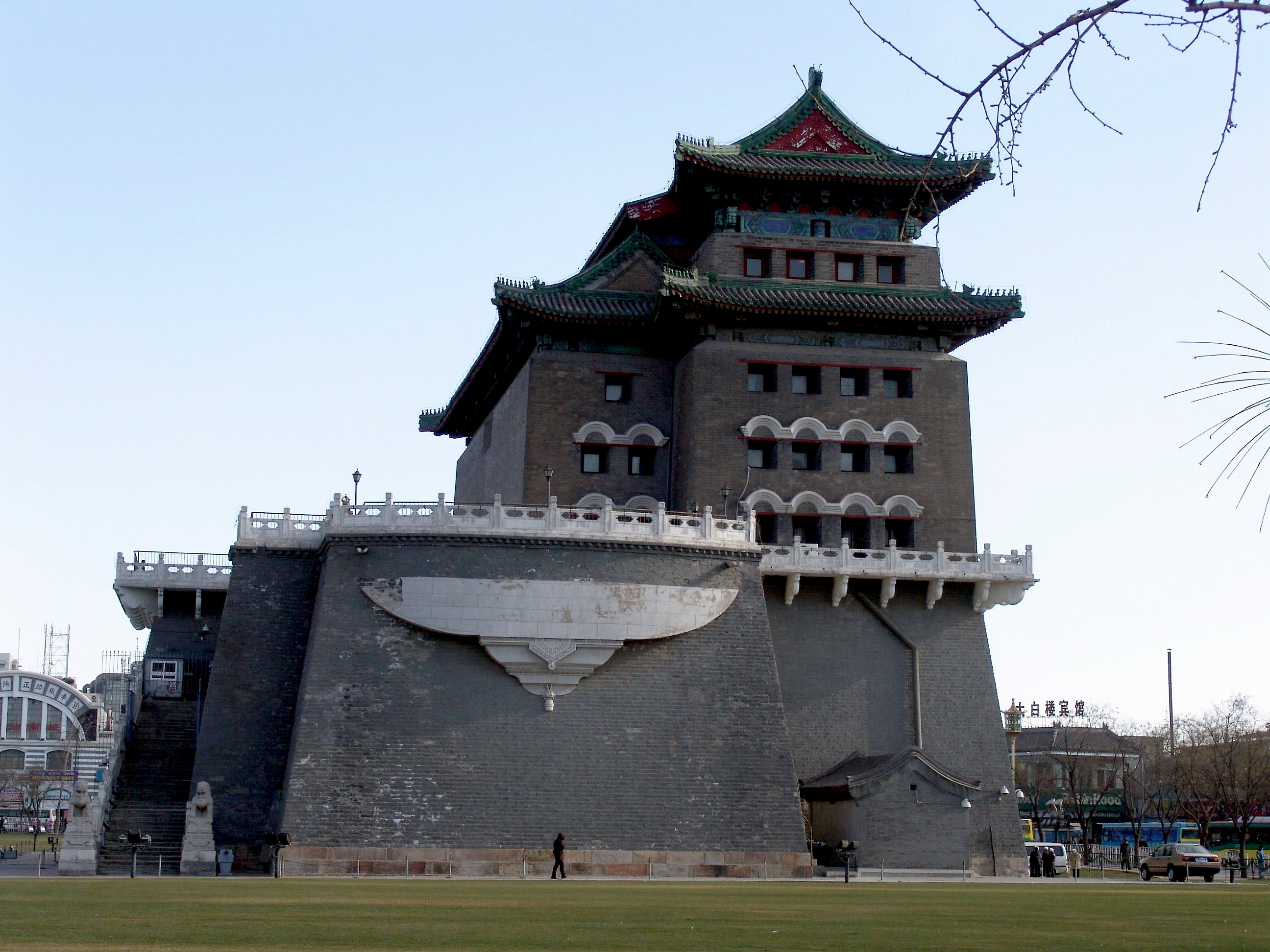
Torre per gli arcieri della porta Qianmen, entrata frontale di Pechino; ricostruita nel 1914 con l'aggiunta di alloggiamenti per cannoni

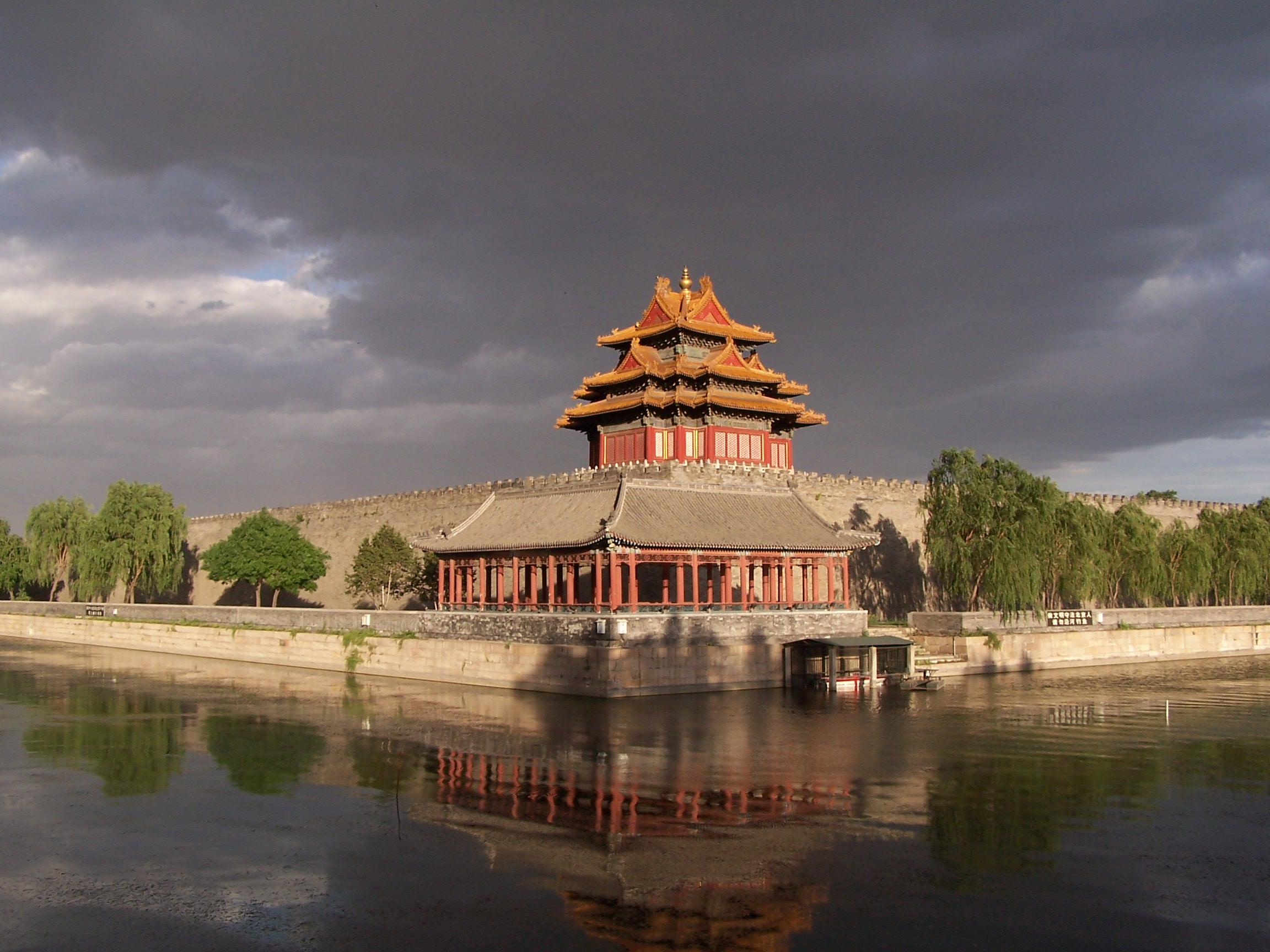
La torre d'angolo nord-orientale della città proibita

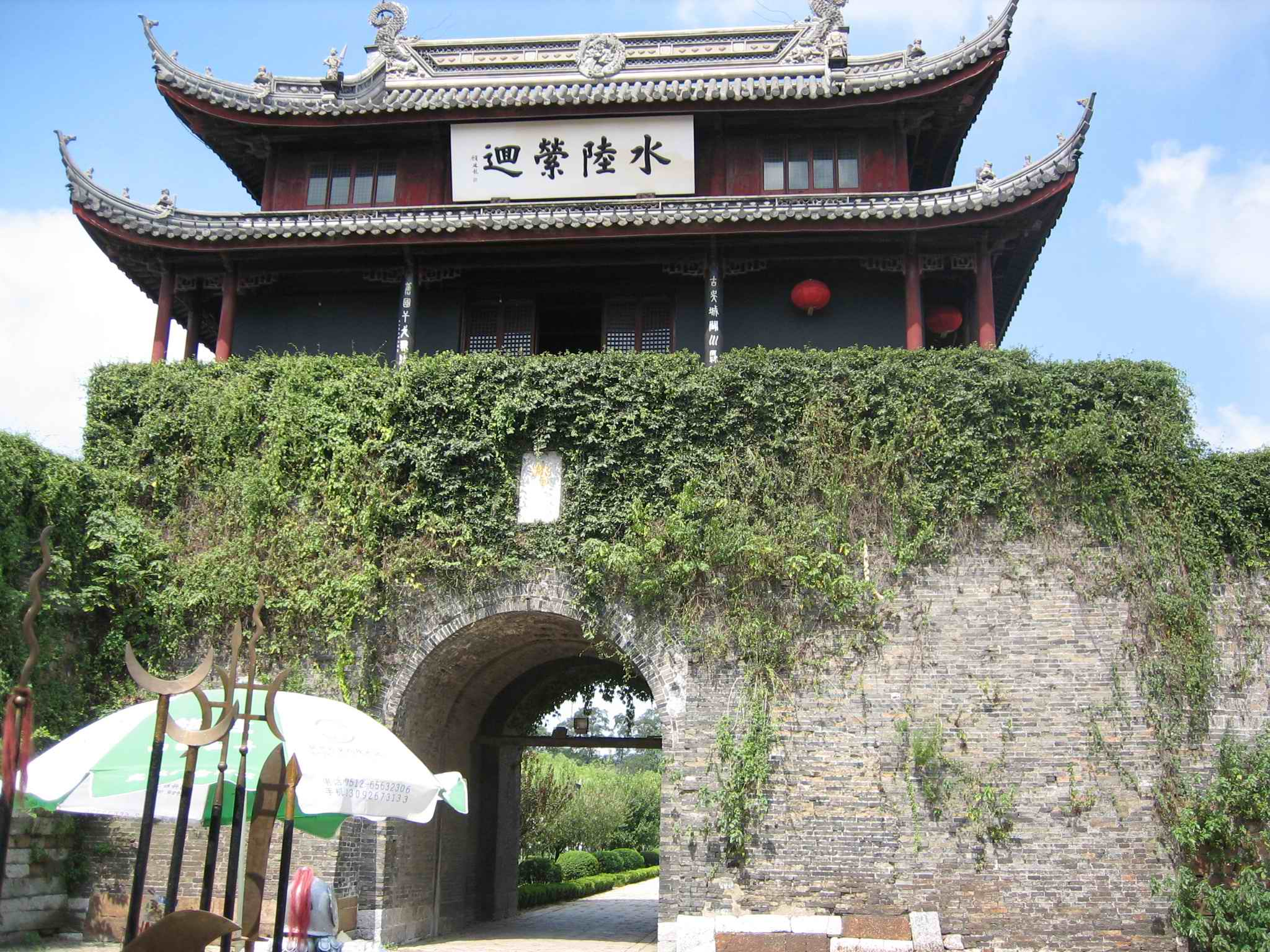
Porta Panmen di Suzhou, una combinazione di porta ad acqua ed a terra

Le mura delle città importanti dovevano racchiudere il più possibile dell'area extra-urbana, sia per garantire spazio da dedicare allo sviluppo che per mettere al sicuro risorse quali la legna e le piantagioni in tempo di guerra. Quindi, ad esempio, la città di Quanzhou in Fujian ancora conteneva terra libera nel 1945. La città murata di Suzhou, dell'epoca della Repubblica di Cina, ancora contiene grandi appezzamenti agricoli. La cittadella di Nanchino, costruita durante la dinastia Ming, racchiudeva un'area grande a sufficienza per contenere un aeroporto, foreste di bambù e laghi anche in tempi moderni.

### Forma
Quando era permesso dalla morfologia topografica, le città murate cinesi erano di forma rettangolare, con quattro mura ortogonali. Alcuni sistemi murari sono composti di più rettangoli, accostati l'uno all'altro o racchiusi uno nell'altro. Ad esempio, la città di Pechino è composta da quattro rettangoli: un'ampia città esterna a sud, una stretta città interna a nord, una città imperiale in quella interna e la città proibita al suo centro.
Le mura potevano essere erette con molti materiali. Tra i più usati c'erano il pisé, blocchi di terra battuta, mattoni, pietre e molte loro combinazioni. Nella sua forma standardizzata durante le dinastie Ming e Qing, le mura erano composte da un nucleo di terra battuta e detriti misti, rafforzati da varie cementazioni. Le mura erano poi piastrellate con mattoni, e ricoperte da merlature rivolte verso l'esterno e parapetti versol'interno.

### Porte
Le porte erano disposte simmetricamente lungo le mura. La porta principale si trovava solitamente al centro del muro meridionale. I corpi di guardia erano eretti in legno e mattoni, circondati da merlature. Un tunnel correva sotto al corpo di guardia, con numerose grate in metallo e porte in legno. Postazioni difensive camuffate erano situate lungo il tunnel (in maniera simile alle buche assassine). I corpi di guardia erano accessibili tramite rampe, chiamate rampe per cavalli, (马道, mǎdào), che risalivano le mura adiacenti.

### Barbacani
Solitamente veniva messa una torre per arcieri davanti al corpo di guardia principale, formando un barbacane (瓮城, wèngchéng). Nella sua forma definitiva, durante le dinastie Ming e Qing, la torre degli arcieri era una costruzione elaborata, di altezza equiparabile al corpo di guardia principale, e posto ad una certa distanza da questo. Alla sua base si trovava una porta. La torre degli arcieri prendeva questo nome dagli alloggiamenti per gli arcieri (ed in seguito per i cannoni), da cui gli assediati potevano sparare proiettili sugli assedianti. Mura ausiliarie correvano perpendicolari al muro principale, collegando la torre degli arcieri al corpo di guardia principale, racchiudendo un'area rettaqngolare. Questa era un'area di sicurezza, in caso di sfondamento della porta principale. Il suo nome cinese, "mura a giara", fa riferimento al fatto che gli assalitori che avrebbero oltrepassato la torre degli arcieri si sarebbero trovati intrappolati nel barbacane, sotto il fuoco proveniente da tutte le direzioni.
Nelle porte più grandi potevano trovarsi più barbacani; la porta principale di Nanchino ne aveva tre, e si tratta del più complesso sistema tuttora esistente in Cina.

### Torri
Le torri murarie che sporgevano dai muri si trovavano ad intervalli regolari lungo le mura. Le torri più grandi ed elaborate, chiamate torri angolari (角楼), si trovavano sul punto di giunzione di due mura (ovvero agli angoli). Queste torri erano molto più alte del muro stesso, e garantivano ai difendenti una visuale dall'alto su tutta la città e sui suoi dintorni.

### Fossati
Nelle città più grandi un fossato circondava la città. Poteva essere collegato a canali o fiumi che scorrevano all'interno o all'esterno della città, fornendo difesa ed un comodo sistema di trasporto: v. Fossati della Pechino imperiale.